# Fongus
Fongus es el nombre oficial de una banda de heavy metal originaria de Guadalajara, México, formada en 1979.

## Historia
Fongus inicia en 1979, (aunque dicen que fue en 1975), como un proyecto formado por los hermanos Jorge y Pablo López comenzando como tantos otros, tocando en fiestas particulares, tardeadas y escuelas. Madurando musicalmente atrae a su repertorio una fusión de diferentes corrientes musicales, estilos y ritmos que iban desde el blues, R&B, rock clásico y por supuesto, heavy metal Durante esta incansable búsqueda de su propia identidad musical, sufren la salida de Pablo, uno de los fundadores y baterista de la banda, dejando a Jorge López como el principal motivador de ese sueño.
Una vez superada esta dura prueba, Fongus recluta en sus filas a Pedro Zavala proveniente de la agrupación R.I.P., siendo éste considerado uno de los mejores bateristas en la escena musical roquera tapatía.
A partir de este momento, el grupo comienza a conecerse ampliamente en su ciudad natal; por su constancia, entrega y dedicación al trabajo musical. Muchos aún recuerdan como en sus inicios, ellos mismos cargaban su propio sistema de luces y su vestuario.
La alineación oficial por varios años fue: Jorge "Fongus" López (bajo y primera voz), Pedro Zavala (segunda voz, batería y percusión), Francisco Ruiz (guitarra) y Humberto Camacho (segunda guitarra y coros).
Según dicen que fue la primera banda de hard Rock y heavy Metal mexicano.

## Discografía
| Nombre del álbum    | Información                                                                                       |
| ------------------- | ------------------------------------------------------------------------------------------------- |
| Guadalajara Rock    | - Lanzamiento: 9 de diciembre de 1980 - Discográfica: Cronos - Productor: Jesús Fematt            |
| Aferrado al rock    | - Lanzamiento: 8 de marzo de 1981 - Discográfica: Cronos - Productor: Jesús Fematt                |
| Metal               | - Lanzamiento: 8 de noviembre de 1983 - Discográfica: Denver (discográfica) - Productores: Fongus |
| Sobredosis de Metal | - Lanzamiento: 1 de abril de 1989 - Discográfica: Crunch Discográfica - Productores: Fongus       |
| Pesadilla           | - Lanzamiento: 3 de enero de 1996 - Discográfica: Crunch Discográfica - Productor: Fongus         |